# 宇良田唯 医者としての使命に燃えて
『宇良田唯 医者としての使命に燃えて』（うらたただ いしゃとしてのしめいにもえて）は、日本のテレビドラマ。テレビ熊本による、熊本県出身の偉人を題材とした大型ドキュメンタリードラマ「郷土の偉人シリーズ」の第28作であり、熊本県天草市出身の女医である宇良田唯の生涯を題材としたドラマである。日本人女性で初めて医学博士の学位を取得した唯を、日本の女医の歴史の開拓者の1人として、差別することなく患者たちに接した医師としての姿勢や、その波乱に飛んだ生涯を描く。2021年（令和3年）1月17日に、テレビ熊本を含むフジネットワーク系列の九州7局で放送された。

## あらすじ
明治時代、主人公の宇良田唯は、幼少時より抱いていた向上心により医師を志願し、猛勉強の末に医術開業試験に合格する。さらにドイツのフィリップ大学マールブルクに留学し、日本人女性として初めて医学博士の学位「ドクトル・メディツィーネ」を得る。帰国を経て、中国で医院を開業し、長年にわたって老若貴賤を助け続ける。各国での活躍の一方で、女性の地位が軽視された時代において、その立場に悩み、さらに力強い味方であった父や夫を喪うなど、波乱に富んだ人生を歩んでゆく。

## キャスト
宇良田 唯
演 - 松下由樹（若年期：中村里帆）
宇良田 小三郎
演 - 桑路ススム
濱崎 美枝
演 - 甲斐まり恵
中村 常三郎
演 - 西ノ園達大
竹井 キゲヨ
演 - 佐々木晴花
保七
演 - 米村秀人
青年
演 - 米村秀人（二役）
宇良田 玄彰
演 - 渡辺裕之

## 製作
新型コロナウイルス感染症の拡大という苦境の中で奮闘する医療従事者たちに、感謝と敬意を払う趣旨と共に、かつて熊本から世界へと飛躍した女性医師である宇良田唯の存在を広めることを目的として製作された。撮影はすべて、唯の郷里である天草市の名所で行われ、天草の地元住民もエキストラとして出演した。新型コロナウイルスの感染拡大の影響もあり、多くの制約を受けながらの撮影となった。
本放映に先駆けて、大分県中津市のコミュニティ放送局であるFMなかつでは、主演女優の松下由樹がドラマの内容を交えながら宇良田唯の魅力、天草の魅力を語る特別番組『女優 松下由樹が語る 天草を愛した宇良田唯』が、1月12日から17日にかけて放送された。

## 評価
放映後のテレビ熊本の放送番組審議会では、宇良田唯について残された資料が少ないことから、「地元でも知名度の低い人物を取り上げ、女性の地位、医師の使命、人の生き方という点でメッセージ性があった」と評価され、「偉大な功績を残した宇良田の存在を知ることができた」「女性として医師としての生き方を考えさせられた」「新型コロナの苦境で医療への関心が高まる中、興味深く見ることができた」「俳優陣の高い演技力や天草の美しい風景が、より番組の質を高めていた」など、評価する意見もあがった。
一方では、唯が医学を学び続けた唯の原点や原動力、医療への情熱の源がわかりにくいとの意見、ドイツ留学や中国での医療活動の様子のより詳細な描写、時系列や時代背景などをわかりやすくするための年表やデータなどの表記など、改善を求める声や、「間延び感があった」「場面のメリハリが必要」といった、批判の声もあった。